# Leptodactylus latinasus
Espèce
Synonymes
- Leptodactylus prognathus Boulenger, 1888
- Leptodactylus anceps Gallardo, 1964

Statut de conservation UICN

 LC  : Préoccupation mineure
Leptodactylus latinasus est une espèce d'amphibiens de la famille des Leptodactylidae.

## Répartition
Cette espèce se rencontre du niveau de la mer jusqu'à 600 m d'altitude, :
- en Uruguay ;
- au Brésil dans l'État du Rio Grande do Sul ;
- au Paraguay ;
- en Bolivie dans les départements de Chuquisaca, Santa Cruz et Tarija ;
- dans le nord de l'Argentine dans les provinces de Buenos Aires, Catamarca, Corrientes, Córdoba, Chaco, Entre Ríos, Formosa, Jujuy, La Pampa, Salta, Santa Fe, San Luis, Santiago del Estero et Tucumán.

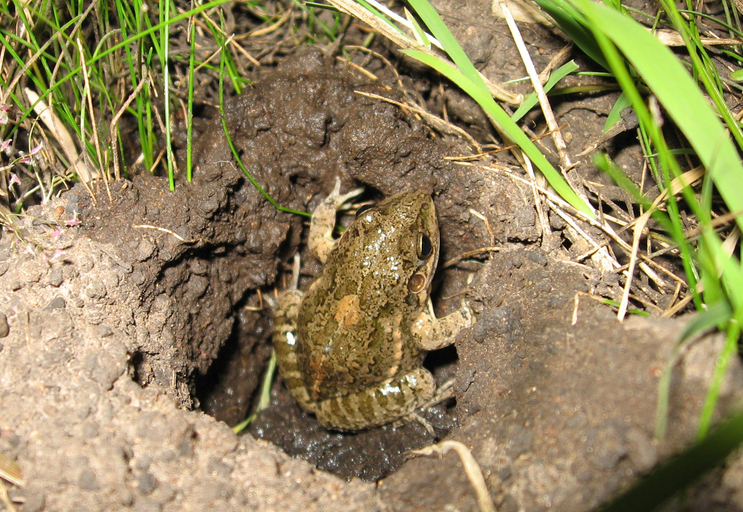
Leptodactylus latinasus

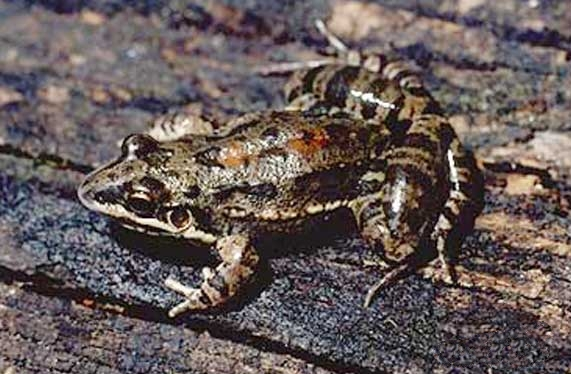
Leptodactylus latinasus

## Étymologie
Le nom spécifique latinasus vient du latin lata, large, et de nasus, le nez, en référence à son aspect.

## Publication originale
- Jiménez de la Espada, 1875 : Vertebrados del viaje al Pacifico : verificado de 1862 a 1865 por una comisión de naturalistas enviada por el Gobierno Español : batracios, p. 1-208 (texte intégral).